# Nils Bock

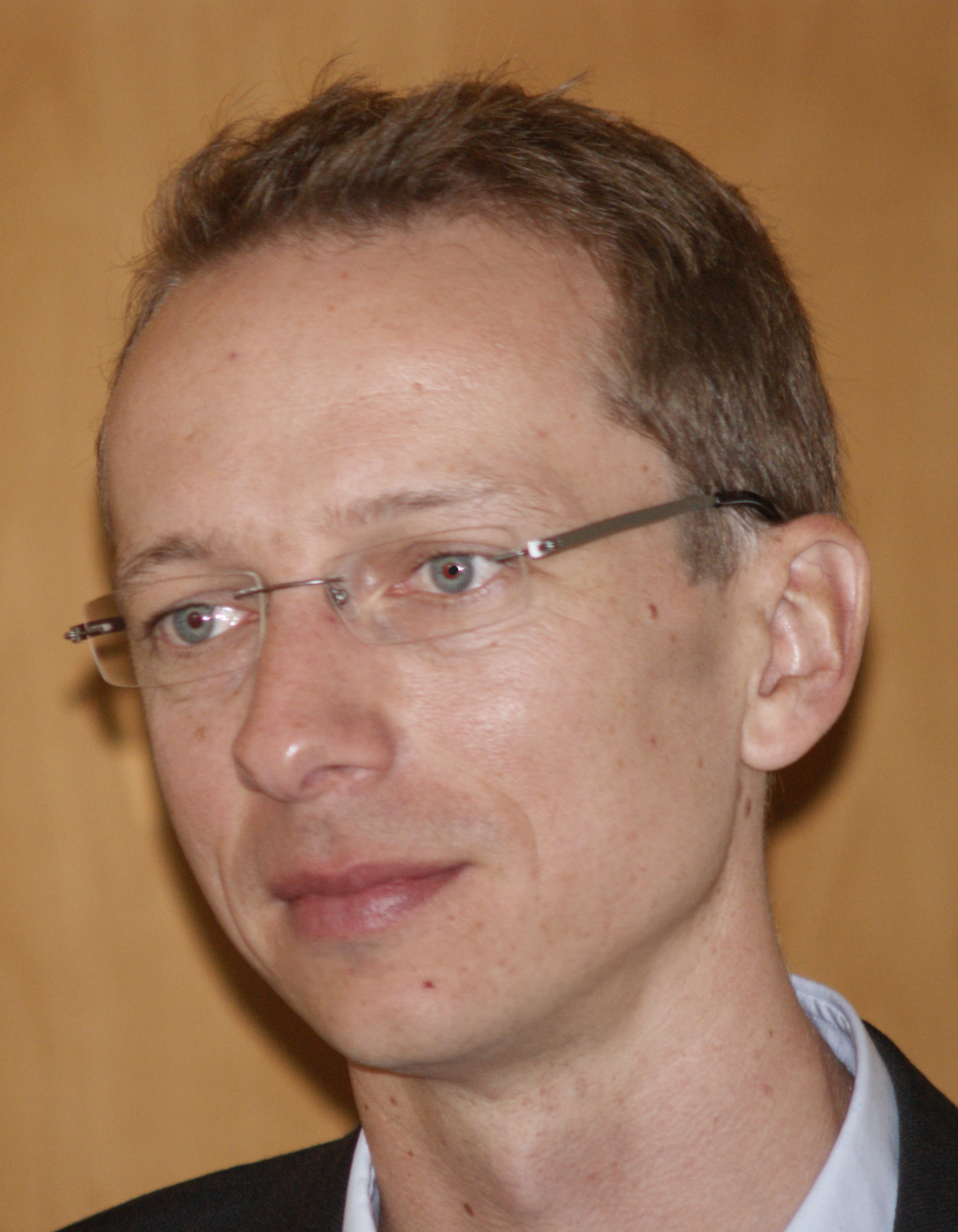
Nils Bock, aufgenommen 2013 von Werner Maleczek

Nils Bock (* 1981) ist ein deutscher Historiker.

## Leben
Nils Bock absolvierte 2003/04 ein Erasmus Studium an der Università di Bologna (Italien), 2004/05 erwarb er die Licence d’Histoire (AB) an der  Université Le Mirail/Toulouse (Frankreich). 2007 erwarb er den Magister Artium an der Universität Trier mit der Arbeit Vom vicus zum Dorf. Kontinuität und Diskontinuität spätantiker Siedlungsstrukturen in der Civitas Treverorum. Die Arbeit blieb unpubliziert. Im Jahr 2013 wurde er promoviert an der Universität Münster mit der von Martin Kintzinger betreuten Arbeit Die Herolde im römisch-deutschen Reich. Studie zur adligen Kommunikation im späten Mittelalter. Er habilitierte sich 2021 ebenfalls an der Universität Münster mit dem Titel Geld und Herrschaft um 1300. Finanzielle Verflechtungen zwischen Frankreich, der Kurie und Florenz.
Im Jahr 2007 war er am DHI Paris freier Mitarbeiter im Forschungsprojekt „Les hérauts d’armes dans les sources bourguignonnes (1386–1519)“. Von 2008 bis 2021 war er an der WWU-Münster wissenschaftlicher Mitarbeiter am Lehrstuhl für Hoch- und Spätmittelalter/Westeuropäische Geschichte bei Martin Kintzinger. Im Wintersemester 2021/22 übernahm er die Vertretung des Lehrstuhls für die Geschichte des frühen und hohen Mittelalters sowie transkulturelle Geschichte von Wolfram Drews an der Universität Münster. Im Sommersemester 2022 vertrat er den Lehrstuhls für die Geschichte des hohen und späten Mittelalters von Sita Steckel an der Universität Münster. Bock vertrat im Wintersemester 2023/24 die Professur für die Geschichte des Mittelalters von Christian Hesse am Historischen Institut der Universität Bern. Im Wintersemester 2024/25 hat er die Vertretung des Lehrstuhls für Geschichte des Früh- und Hochmittelalters an der Ludwig-Maximilians-Universität München inne.
Bock ist Mitglied in Wissenschaftlichen Beirat des Centre européen d’études bourguignonnes, im Verband der Historiker und Historikerinnen Deutschlands und im Mediävistenverband.

## Forschungsschwerpunkte
Schwerpunkte Bocks sind die adlig-höfische Welt des Spätmittelalters und die Finanzgeschichte des Hochmittelalters. Zudem gelten seine Interessen den Formen der adligen Kommunikation, der Geschichte des Alters und der Geschichte des spätmittelalterlichen Burgunds. In seiner Dissertation verfolgt er das Ziel einer „institutionengeschichtliche[n] Analyse“, indem er „die Frage nach der Idee des Heroldsamtes mit den Normen und Vorstellungen des Adels und Strukturen der Kommunikation und Ehrzuteilung“ verbinden will.
Bock war 2017 Herausgeber eines Sammelbandes, der sich mit der Frage nach den Kulturen des Entscheidens im Herrschaftsbereich der Herzöge von Burgund befasst. Der von Nils Bock in Zusammenarbeit mit dem Centre européen d’études bourguignonnes (CEEB) herausgegebene Sammelband geht auf die Tagung zurück, die unter anderem das Projekt A02 „Contingentia und Disputatio: Entscheiden in der wissenschaftlichen Theorie des westeuropäischen Spätmittelalters“ im Sommer 2016 am Sonderforschungsbereich 1150 „Kulturen des Entscheidens“ veranstaltet hat.

## Schriften
Monographien
- Geld und Herrschaft um 1300. Finanzielle Verflechtungen zwischen Frankreich, der Kurie und Florenz (= Vierteljahrschrift für Sozial- und Wirtschaftsgeschichte. Band 257). Franz Steiner Verlag, Stuttgart 2023, ISBN 978-3-515-13372-2.
- Die Herolde im römisch-deutschen Reich. Studie zur adligen Kommunikation im späten Mittelalter (= Mittelalter-Forschungen. Band 49). Thorbecke, Ostfildern 2015, ISBN 978-3-7995-4368-2 (Digitalisat).

Herausgeberschaften
- mit Alain Marchandisse, Gilles Docquier: Les cultures de la décision dans l'espace bourguignon. Acteurs, conflits, représentations. Neuchâtel 2017, ISBN 978-2-8399-2213-5.
- mit Georg Jostkleigrewe, Bastian Walter: Faktum und Konstrukt. Politische Grenzziehungen im Mittelalter: Verdichtung – Symbolisierung – Reflexion (= Symbolische Kommunikation und gesellschaftliche Wertesysteme. Band 35). Rhema-Verlag, Münster 2011, ISBN 978-3-86887-002-2.